# Spumellaria
Ordre
Les Spumellaria sont un ordre de radiolaires de la classe des Polycystinea.

## Liste des familles
Selon IRMNG (21 mars 2021) :
- famille des Actinommidae Haeckel, 1862
- famille des Amphisphaeridae Suzuki in Matsuzaki et al., 2015 †
- famille des Anakrusidae Nazarov, 1977 †
- famille des Angulobracchiidae Baumgartner, 1980
- famille des Antygoporidae Maletz & Bruton, 2007 †
- famille des Archaeoacanthocircidae Kozur, Moix & Ozsvárt, 2007 †
- famille des Archaeospongoprunidae Pessagno, 1973 †
- famille des Aspiculidae Won, Iams & Reed, 2005 †
- famille des Astrosphaeridae Haeckel, 1881 †
- famille des Bathysphaeridae
- famille des Capnuchosphaeridae De Wever, 1979 †
- famille des Catenopylidae Dumitrica, 1989 †
- famille des Cavaspongiidae Pessagno, 1973 †
- famille des Centrocollidae
- famille des Centrocubidae Hollande & Enjumet, 1960
- famille des Coccodiscidae Haeckel, 1862
- famille des Collozoidae Haeckel, 1862
- famille des Cyphantellidae Loeblich & Tappan, 1961 †
- famille des Cyrtidosphaeridae
- famille des Dactyliosphaeridae Squinabol, 1904 †
- famille des Domuzdagiidae †
- famille des Druppulidae Haeckel, 1887
- famille des Ellipsidiidae Haeckel, 1867
- famille des Emiluviidae Dumitrica, 1995 †
- famille des Entapiidae De Wever et al., 2001 †
- famille des Euchitoniidae Haeckel, 1887
- famille des Excentrochidae
- famille des Gomberellidae Kozur & Mostler, 1981 †
- famille des Hagiastridae Riedel, 1971
- famille des Haplotaeniatumidae Won, Blodgett & Nestor, 2002 †
- famille des Heliodiscidae Haeckel, 1881 †
- famille des Hexaporobrachiidae Kozur & Mostler, 1979 †
- famille des Hexapylomellidae Kozur & Mosder, 1979 †
- famille des Hollandosphaeridae
- famille des Larnacillidae Haeckel, 1887
- famille des Litheliidae Haeckel, 1862
- famille des Macrosphaeridae
- famille des Mendacastridae †
- famille des Miropylidae Dumitrica, 1988 †
- famille des Myelastridae Riedel, 1971
- famille des Oertlispongidae Kozur & Mostler, 1980 †
- famille des Orbiculiformidae Pessagno, 1973 †
- famille des Orosphaeridae Haeckel, 1887
- famille des Pantanelliidae Pessagno, 1977 †
- famille des Parasaturnalidae Kozur & Mostler, 1972 †
- famille des Parvivaccidae Pessagno & Yang, 1989 †
- famille des Patruliidae Dumitrica, 1989 †
- famille des Patulibracchiidae Pessagno, 1971 †
- famille des Phacodiscidae
- famille des Phaseliformidae Pessagno, 1972 †
- famille des Physematidae
- famille des Porodiscidae
- famille des Praeconocaryommidae Pessagno, 1976 †
- famille des Prunobrachiidae Pessagno, 1975 †
- famille des Pseudoacanthocircidae Kozur & Mostler, 1990 †
- famille des Pseudoaulophacidae Riedel, 1967 †
- famille des Pyloniidae Haeckel, 1881
- famille des Pyramispongiidae Kozur & Mostler, 1978 †
- famille des Relindellidae Kozur & Mostler, 1980 †
- famille des Rhizosphaeridae Haeckel, 1881
- famille des Saturnalidae Deflandre, 1953 †
- famille des Sphaeroidae
- famille des Spongodiscidae Haeckel, 1862
- famille des Spongopalliidae Kozur, Krainer & Mostler, 1996  †
- famille des Spongosphaeridae
- famille des Sponguridae Haeckel, 1862
- famille des Stigmosphaeridae
- famille des Stylosphaeridae Haeckel, 1881 †
- famille des Thalassicollidae
- famille des Thalassophysidae
- famille des Thalassothamnidae Haecker, 1906
- famille des Thecosphaeridae
- famille des Tholoniidae Haeckel, 1887
- famille des Tritrabidae Baumgartner, 1980 †
- famille des Veghicycliidae Kozur & Mostler, 1972 †
- famille des Xiphostylidae Haeckel, 1881 †
- Spumellaria incertae sedis

Selon World Register of Marine Species (21 mars 2021) :
- famille des Actinommidae Haeckel, 1862, emend. Riedel, 1967
- famille des Coccodiscidae Haeckel, 1862
- famille des Heliodiscidae
- famille des Litheliidae Haeckel, 1862
- famille des Orosphaeridae Haeckel, 1887
- famille des Pyloniidae Haeckel, 1881
- famille des Spongodiscidae Haeckel, 1862 emend. Riedel, 1967
- famille des Tholoniidae Haeckel, 1887
- Spumellaria incertae sedis